# هرناندية نيلوفرية الأوراق
هرناندية نيلوفرية الأوراق (الاسم العلمي:Hernandia nymphaeifolia) هي نوع من النباتات تتبع جنس الهرناندية من فصيلة الهرنانديات.